# از زندگی عروسکان خیمه‌شب‌بازی
از زندگی عروسکان خیمه‌شب‌بازی (آلمانی: Aus dem Leben der Marionetten) فیلمی در ژانر درام به کارگردانی اینگمار برگمان است که در سال ۱۹۸۰ منتشر شد. از بازیگران آن می‌توان به هاینتس بننت اشاره کرد.